# Premi Oscar 1930 (aprile)
La 2ª edizione della cerimonia di premiazione dei Premi Oscar si è tenuta il 3 aprile 1930 al Cocoanut Grove dell'Hotel Ambassador a Los Angeles. Il conduttore della serata è stato il presidente dell'Academy of Motion Picture Arts and Sciences William C. deMille.

## Vincitori e candidati
Vengono di seguito indicati in grassetto i vincitori. Ove ricorrente e disponibile, viene indicato il titolo in lingua italiana e quello in lingua originale tra parentesi.

### Miglior film
- La canzone di Broadway (The Broadway Melody), regia di Harry Beaumont
- Alibi, regia di Roland West
- Hollywood che canta (The Hollywood Revue of 1929), regia di Charles Reisner
- Notte di tradimento (In Old Arizona), regia di Irving Cummings e Raoul Walsh
- Lo zar folle (The Patriot), regia di Ernst Lubitsch

### Miglior regia
- Frank Lloyd - Trafalgar (The Divine Lady)
- Lionel Barrymore - Madame X
- Harry Beaumont - La canzone di Broadway (The Broadway Melody)
- Irving Cummings - Notte di tradimento (In Old Arizona)
- Frank Lloyd - Il principe amante (Drag) e Il fiume stanco (Weary River)
- Ernst Lubitsch - Lo zar folle (The Patriot)

### Miglior attore
- Warner Baxter - Notte di tradimento (In Old Arizona)
- George Bancroft - La mazzata (Thunderbolt)
- Chester Morris - Alibi
- Paul Muni - The Valiant
- Lewis Stone - Lo zar folle (The Patriot)

### Migliore attrice
- Mary Pickford - Coquette
- Ruth Chatterton - Madame X
- Betty Compson - Il re della piazza (The Barker)
- Jeanne Eagels - The Letter
- Corinne Griffith - Trafalgar (The Divine Lady)
- Bessie Love - La canzone di Broadway (The Broadway Melody)

### Miglior sceneggiatura
- Hans Kraly - Lo zar folle (The Patriot)
- Tom Barry - Notte di tradimento (In Old Arizona) e The Valiant
- Elliott Clawson - The Cop, Tutti per uno (The Leatherneck), Sal of Singapore e Skyscraper
- Hans Kraly - L'onestà della signora Cheyney (The Last of Mrs. Cheyney)
- Josephine Lovett - Le nostre sorelle di danza (Our Dancing Daughters)
- Bess Meredyth - Il destino (A Woman of Affairs) e Ombre sul cuore (Wonder of Women)

### Miglior fotografia
- Clyde De Vinna - Ombre bianche (White Shadows in the South Seas)
- George Barnes - Le nostre sorelle di danza (Our Dancing Daughters)
- Arthur Edeson - Notte di tradimento (In Old Arizona)
- Ernest Palmer - I quattro diavoli (Four Devils) e L'angelo della strada (Street Angel)
- John Seitz - Trafalgar (The Divine Lady)

### Miglior scenografia
- Cedric Gibbons - Il ponte di San Luis Rey (The Bridge of San Luis Rey)
- Hans Dreier - Lo zar folle (The Patriot)
- Mitchell Leisen - Dinamite (Dynamite)
- William Cameron Menzies - Alibi e Il risveglio (The Awakening)
- Harry Oliver - L'angelo della strada (Street Angel)